# 14-й танковый корпус (СССР)
14-й танковый корпус (14-й тк) — оперативно-тактическое воинское соединение (объединение) Вооружённых Сил СССР. Переформирован в 6-й механизированный корпус (2-го формирования)

## История
19 мая 1942 года в СКВО г. Кропоткин начал формирование 14-й танковый корпус, срок готовности ко 2 июня 1942 года. Командиром был назначен генерал-майор т/в Радкевич, Николай Николаевич. Первоначально в составе корпуса вместо положенных по штату 3 танковых и 1 мотострелковой бригады числились лишь 138-я, 139-я танковые бригады и 14-я авторота. В июле 1942 года в его состав дополнительно были включены 136-я танковая и 21-я мотострелковая бригады, и он стал полноценной боевой единицей.

### Боевой путь
- В составе Действующей армии с 10.05.1942 по 14.09.1942[источник не указан 1419 дней].

С 9 июня 1942 года был включён в состав Действующей армии Юго-Западного фронта.
26 июня 1942 года корпус передаётся из состав СКФ, в состав Юго-Западного фронта.
В июле 1942 года входил в состав Донской группы войск Северо-Кавказского фронта.
После тяжёлых боев и потерь 30 августа 1942 г. корпус был выведен в резерв Закавказского фронта.
14-й танковый корпус в жестоких летних боях на Южном фронте лишился боеспособности и был выведен на переформирование в Заволжье. Здесь корпус был переформирован в 6-й механизированный корпус (2-го формирования)
.
Затем его управление (без боевых частей) убыло в Московский военный округ в резерв Ставки ВГК и 26 сентября 1942 г. переименовано в управление 6-го механизированного корпуса.

В дальнейшем 9 января 1943 года преобразован в 5-й гвардейский механизированный Зимниковский ордена Кутузова корпус.
, позднее переформирован в 5-ю гвардейскую мотострелковую дивизию
.

## Состав корпуса
- Управление корпуса
- 138-я танковая бригада
- 139-я танковая бригада
- 136-я танковая бригада (с июля 1942 г.)[источник не указан 1418 дней]
- 21-я мотострелковая бригада (с июля 1942 г.)[источник не указан 1418 дней]
- 21-я отдельная инженерно-минная рота
- 83-я подвижная ремонтная база
- 8-я отдельная автотранспортная рота подвоза ГСМ
- 2124-я военно-почтовая станция

## Подчинение
- В составе Западного фронта[источник не указан 1418 дней], Северо-Кавказского фронта.